# Fabryka Ekstraktów Garbarskich w Bydgoszczy
Fabryka Ekstraktów Garbarskich – istniejąca w latach 1954-1970 fabryka w Bydgoszczy, producent garbników roślinnych, w latach 1970-1992 funkcjonująca jako oddział Zakładów Sklejek i Chemicznego Przerobu Drewna w Bydgoszczy.

## Charakterystyka
Zakład specjalizował się w produkcji garbników roślinnych, furfuralu, płyt wiórowych i pilśniowych.  

## Historia
Fabryka Ekstraktów Garbarskich była pierwszym obiektem przemysłowym powstałym od postaw w Bydgoszczy w ramach Planu Sześcioletniego (1950-1956). Uruchomienie zakładu nastąpiło w dniu 1 listopada 1954 przy ul. Przemysłowej, gdzie wzniesiono czerwonoceglane obiekty produkcyjne. Początkowo wytwarzano garbnik dębowy, który dotąd sprowadzany był do Polski z zagranicy. W 1958 sprzedano 1400 ton tego produktu. Prowadzono również eksperymenty w celu wytwarzania garbników m.in. z kory świerkowej i wiklinowej oraz surowców importowanych. 
W końcu 1954 zatrudnienie w przedsiębiorstwie wynosiło 288 osób, w tym 64 kobiet. Od 1956 prowadzono próby wykorzystania strużki poekstrakcyjnej do produkcji furfuralu, zakończone eksplozją, w której zginął inicjator przedsięwzięcia, dyrektor zakładu inż. Władysław Marczak. W 1959 zakład przystąpił do produkcji ekstraktu mimozowego w oparciu o import kory mimozowej (2250 ton w 1973). 
Na początku lat 60. XX w., po akceptacji resortowego ministerstwa, przystąpiono do rozbudowy fabryki o nowe działy produkcyjne. W 1963 ruszył oddział płyt wiórowych, zaopatrzony w niemieckie urządzenia, a w 1964 oddział produkcji furfuralu, wyposażony w szwedzką aparaturę do wytwarzania specyfiku metodą bezkwasową, ciągłą. Oba produkty były w Polsce nowe, dotąd wyłącznie importowane, a furfural był poszukiwany przez przemysł rafineryjny. 
W 1970 fabrykę połączono z Państwową Fabryką Sklejek w jeden organizm gospodarczy pod nazwą Zakłady Sklejek i Chemicznego Przerobu Drewna w Bydgoszczy (zakład nr 1 – ul. Przemysłowa, zakład nr 2 – ul. Fordońska). Połączone przedsiębiorstwo specjalizowało się w produkcji garbników: dębowego, mimozowego i ślimakowego, furfurolu (jedyny producent w kraju), płyt wiórowych, pilśniowych, sklejki suchotrwałej, wodoodpornej, lotniczej, modelarskiej (jedyny producent w kraju), szalunkowej, lignofolu czółenkowego, samosmarownego, płyt filtracyjnych dla przemysłu chemicznego, klejów fenolowych i wodoodpornych. Wartość produkcji zapewniała bydgoskim zakładom pierwsze miejsce w Zjednoczeniu Przemysłu Płyt, Sklejek i Zapałek w Polsce.
Na początku lat 90. w okresie transformacji ustrojowej zakład ekstraktów garbarskich przy ul. Przemysłowej został sprzedany, a zakład sklejek przy ul. Fordońskiej wyodrębnił się w spółkę akcyjną Bydgoskie Zakłady Sklejek Sklejka-Multi S.A..